# Longitarsus fuscoaeneus
Longitarsus fuscoaeneus  (лат.) — вид листоедов (Chrysomelidae) из подсемейства козявок (Galerucinae). Распространён в Центральной Европе на север в южную часть Польши, на запад в восточную часть Франции и севера Италии, а также в юго-западной части Европы, Малой Азии и Иране.

## Подвиды
- Longitarsus fuscoaeneus fuscoaeneus Redtenbacher, 1849
- Longitarsus fuscoaeneus polonicus Warchałowski, 1967 — экземпляры встречались польской в деревне Czorsztyn и в Pieninen-Gebirge
- Longitarsus fuscoaeneus persicus Warchałowski, 1967